# Ecphylus fournieri
Ecphylus fournieri är en stekelart som beskrevs av Marsh 2002. Ecphylus fournieri ingår i släktet Ecphylus och familjen bracksteklar. Inga underarter finns listade i Catalogue of Life.